# Tetranychus montrouzieri
Tetranychus montrouzieri är en spindeldjursart som beskrevs av Gutierrez 1978. Tetranychus montrouzieri ingår i släktet Tetranychus och familjen Tetranychidae. Inga underarter finns listade i Catalogue of Life.